# Równanie Kohlrauscha
Równanie Kohlrauscha – równanie opisujące zależność przewodnictwa molowego mocnych elektrolitów w roztworze rozcieńczonym, sformułowane przez Friedricha Kohlrauscha (1840–1910) w XIX wieku na podstawie badań eksperymentalnych. Obecnie jest tłumaczone teoretycznie w ramach teorii Debye’a-Hückla-Onsagera.
Równanie ma postać:
{\displaystyle \Lambda _{\mathrm {m} }=\Lambda _{\mathrm {m} }^{0}-K{\sqrt {c}},}
gdzie:
- {\displaystyle \Lambda _{\mathrm {m} }} – przewodnictwo molowe,
- {\displaystyle \Lambda _{\mathrm {m} }^{0}=\lim _{c\to 0}\Lambda _{\mathrm {m} }} – graniczne przewodnictwo molowe przy stężeniu dążącym do zera, gdy jony praktycznie ze sobą nie mogą oddziaływać; można je wyrazić jako sumę wkładów poszczególnych jonów,
- {\displaystyle K} – współczynnik zależny od stechiometrii elektrolitu,
- {\displaystyle c} – stężenie elektrolitu.